# Aeroportul Szczecin-Goleniów „Solidaritatea”
Aeroportul "Solidarity" Szczecin-Goleniów (IATA: SZZ, ICAO: EPSC) este un aeroport din Glewice⁠(d), Gmina Goleniów⁠(d), Goleniów County⁠(d), Pomerania Occidentală, Polonia ce deservește zona Szczecin. Aeroportul a fost tranzitat în 2022 de 419.105 pasageri. A fost deschis în 1956 și numit după Solidaritatea.
Situat la o altitudine de 47 m, aeroportul dispune de 1 pistă.

## Infrastructură

### Piste
Aeroportul dispune de o singură pistă. Pista 13/31 are suprafața de asfalt și dimensiunile 2.500 m × 60 m. 